# Vepřová
Vepřová (deutsch Wepschikau) ist eine Gemeinde in Tschechien. Sie liegt zehn Kilometer nordwestlich von Žďár nad Sázavou und gehört zum Okres Žďár nad Sázavou.

## Geographie
Vepřová befindet sich einer Hügellandschaft der Žďárské vrchy (Saarer Berge). Nördlich entspringt der Losenický potok. Sein östlich des Dorfes vorbeiführendes Tal ist als Naturschutzgebiet Mlýnský potok a Uhlířky geschützt. Im Westen liegt das Naturschutzgebiet Branty. Im Norden erheben sich die Henzlička (692 m) und der Ranský Babylón (673 m).
Nachbarorte sind Hluboká im Norden, Radostín im Nordosten, Račín im Osten, Branty und Velká Losenice im Süden, Malá Losenice im Südwesten, Modlíkov im Westen sowie Havlíčkova Borová im Nordwesten.

## Geschichte
Die erste urkundliche Erwähnung des zur Herrschaft Přibyslav gehörigen Dorfes erfolgte im Jahre 1502, als der Ort zusammen mit Polná nach dem Tode von Hynko Boček von Kunstadt dem Heimfall unterlag. Seinen Namen erhielt der Ort von den früher hier reichlich vorhandenen Schweinen. 1786 wurde das erste hölzerne Schulhaus errichtet. Bis zur Aufhebung der Patrimonialherrschaften gehörte Vepřová zur vereinigten Herrschaft Polná-Přibyslav.
Ab 1850 bildete Vepříkov eine Gemeinde im politischen Bezirk Polna. 1884 kam sie zum Bezirk  Chotěboř. In der Umgebung des Dorfes wurde zu dieser Zeit Eisenerz gefördert. In Vepříkov gab es eine Mahlmühle und Brettsäge. Im Jahre 1914 vernichtete ein Großbrand acht Häuser, ein Einwohner starb dabei. Seit 1919 trägt das Dorf den Namen Vepřová. 1947 wurde es dem Okres Žďár zugeordnet.

## Ortsgliederung
Für die Gemeinde Vepřová sind keine Ortsteile ausgewiesen.

## Sehenswürdigkeiten
- Kapelle der hl. Dreifaltigkeit am Dorfplatz, errichtet an Stelle eines Vorgängerbaus aus dem Jahre 1733, geweiht 1861
- Kapelle des hl. Wenzel, an der Straße nach Račín, geweiht 1929
- mehrere Kruzifixe

## Söhne und Töchter der Gemeinde
- Jan Brukner (1891–1949), Bürgermeister und Mitglied der Nationalversammlung
- Karel Starý (1838–1898), Professor und Buchautor